# Timalus flavicornis
Timalus flavicornis är en fjärilsart som beskrevs av William James Kaye 1911. Timalus flavicornis ingår i släktet Timalus och familjen björnspinnare. Inga underarter finns listade i Catalogue of Life.